# Mentières
Mentières település Franciaországban, Cantal megyében. Lakosainak száma 124 fő (2022. január 1.). Mentières Coren, Saint-Georges, Tiviers és Vieillespesse községekkel határos.

## Népesség
A település népességének változása:
| Lakosok száma | 176  | 136  | 120  | 128  | 121  | 122  | 127  | 128  | 130  | 124  |
|               | 1968 | 1982 | 1990 | 2006 | 2013 | 2015 | 2017 | 2019 | 2020 | 2022 |